# Beaton Tulk
Beaton Tulk (né le 22 mai 1944 à Ladle Cove (Dominion de Terre-Neuve) et mort le 23 mai 2019) est un ancien enseignant, fonctionnaire et homme politique canadien qui a été premier ministre de la province de Terre-Neuve-et-Labrador de 2000 à 2001.

## Biographie
Né à Ladle Cove, à Terre - Neuve , Tulk était le plus jeune fils de Sadie et de Japhet Tulk. Il est diplômé de l'Université Memorial avec un baccalauréat , un baccalauréat en éducation et une maîtrise en administration de l'éducation. Il a également obtenu par la suite un diplôme en investissement dans les titres canadiens. Avant de se lancer en politique, il a été éducateur. Il a été directeur principal du système scolaire de Carmanville de 1974 à 1979.
Tulk a été élu à la Maison de Terre - Neuve de l' Assemblée en 1979, le Parti libéral de Terre - Neuve (plus tard Parti libéral de Terre - Neuve - et-Labrador) membre de Fogo , et a été réélu en 1982 et 1985. Il a été battu en 1989 élection et, en 1990, est devenu le sous-ministre adjoint des Services à l’enfance et à la jeunesse du gouvernement de Terre-Neuve. Il a été renvoyé à la Chambre d'assemblée de Fogo en 1993. Il a ensuite été élu dans la circonscription nouvellement redistribuée de Bonavista North en 1996 et réélu en 1999. 
Tulk a été nommé ministre des Ressources forestières et de l'Agroalimentaire en mai 1997 et ministre du Développement et de la Rénovation rurale en juillet 1997 En décembre 1998, il a démissionné de son cabinet alors qu'il faisait l'objet d'allégations d'actes répréhensibles. d'un collège privé. Il a été blanchi par la police et par le rapport d'un commissaire . Il a été renvoyé au Cabinet en avril 1999. Il a été nommé vice-premier ministre en août 2000 et premier ministre de Terre-Neuve en octobre. En 2000, son prédécesseur, Brian Tobin, est retourné à la politique fédérale. Il n'était pas candidat à la course au poste de chef libéral pour succéder à Tobin. Il est réélu au poste de vice-premier ministre en février 2001, lorsque Roger Grimes a été élu chef libéral et assermenté au poste de premier ministre. 
En 2002, Tulk a démissionné de son siège provincial à courir en vain pour les libéraux fédéraux pour la Chambre des communes du Canada siège de Gander-Grand Falls dans une élection partielle après George Baker a été nommé au Sénat, mais il a été battu par Rex Barnes . Tulk a ensuite tenté de revenir à la politique provinciale, se présentant à l'élection partielle provinciale résultant de sa propre démission, mais a été battu par Harry Harding . 
Le 16 décembre 2002, le gouvernement fédéral de Jean Chrétien a nommé Tulk à l' Office des transports du Canada.
En 2018, Flanker Press a publié son autobiographie, A Man of My Word , co-écrite par Laurie Blackwood Pike. Il a vécu à Musgravetown avec sa femme Dora au cours de ses dernières années. 
Tulk est décédé du cancer de la prostate le 23 mai 2019, un jour après son 75e anniversaire. On lui a diagnostiqué la maladie quinze ans avant sa mort. Le Premier ministre Justin Trudeau a fait l' éloge de sa carrière de "faire passer les gens d'abord", citant sa mort comme "la perte d'un grand Canadien et d'un grand libéral".